# Svegs tingslag
Svegs tingslag var ett tingslag i Jämtlands län i Härjedalens sydöstra del samt till Jämtlands län hörande socknar i Hälsingland. År 1932 hade tingslaget 10 352 invånare på en yta av 7 054 km². Tingslagets tingsställe var Svegsmons municipalsamhälle.
Tingslaget bildades 1671 och upphörde den 1 januari 1948 (enligt beslut den 10 juli 1947) då tingslaget slogs ihop med Hede tingslag för att bilda Svegs och Hede tingslag. 1729 tillfördes området för det avskaffade Lillhärdals tingslag.
Tingslaget ingick till 1812 i Jämtlands domsaga, mellan 1812 och 1879 Södra Jämtlands domsaga och från den 1 januari 1879 till Härjedalens domsaga.

## Socknar i tingslaget
i Härjedalen:
- Lillhärdals socken (före 1731 i Lillhärdals tingslag)
- Linsells socken
- Svegs socken
- Älvros socken
- Överhogdals socken

i Hälsingland:
- Ytterhogdals socken (överförd från Ljusdals tingslag i Gävleborgs län till Svegs tingslag den 1 januari 1865, enligt beslut den 13 november 1863)[2][3]
  - Ängersjö socken (utbruten ur Ytterhogdal den 1 januari 1925)